# Democracia conservadora
Democracia conservadora (em turco: muhafazakâr demokrasi) é um termo cunhado pelo Partido da Justiça e Desenvolvimento (AKP) da Turquia para descrever sua ideologia. A democracia conservadora do AKP foi descrita como um afastamento ou moderação da democracia islâmica e o endosso de valores mais laicos e democráticos. O sucesso eleitoral e a política externa neo-otomana do AKP, que visa ampliar a influência regional da Turquia, fizeram com que os ideais democratas conservadores do partido se espelhassem em outros países, como Marrocos (com o Partido da Justiça e Desenvolvimento) e Tunísia (com o Movimento Ennahda).
Em seu sentido mais amplo, o termo democracia conservadora destaca a compatibilidade do islã com a democracia, uma política externa orientada para o Ocidente, economia neoliberal e laicismo dentro do governo. Uma vez que a visão foi refletida em várias iniciativas de política econômica, externa, doméstica e social, o termo democracia conservadora tem sido referido como um significante flutuante que engloba uma ampla gama de ideias. Em contraste, e por causa de sua definição ampla, o termo também foi acusado de ser uma pista falsa destinada a esconder uma agenda islamista oculta, mas manter o apoio público.
Os principais ideais da democracia conservadora são mais bem identificados quando comparados com a ideologia islâmica defendida pelos partidos que precederam o AKP. Existe um contraste substancial entre os dois, como em sua posição em relação à União Europeia, a Israel, aos EUA, à política econômica e, em menor medida, à política social.

## Desenvolvimento política

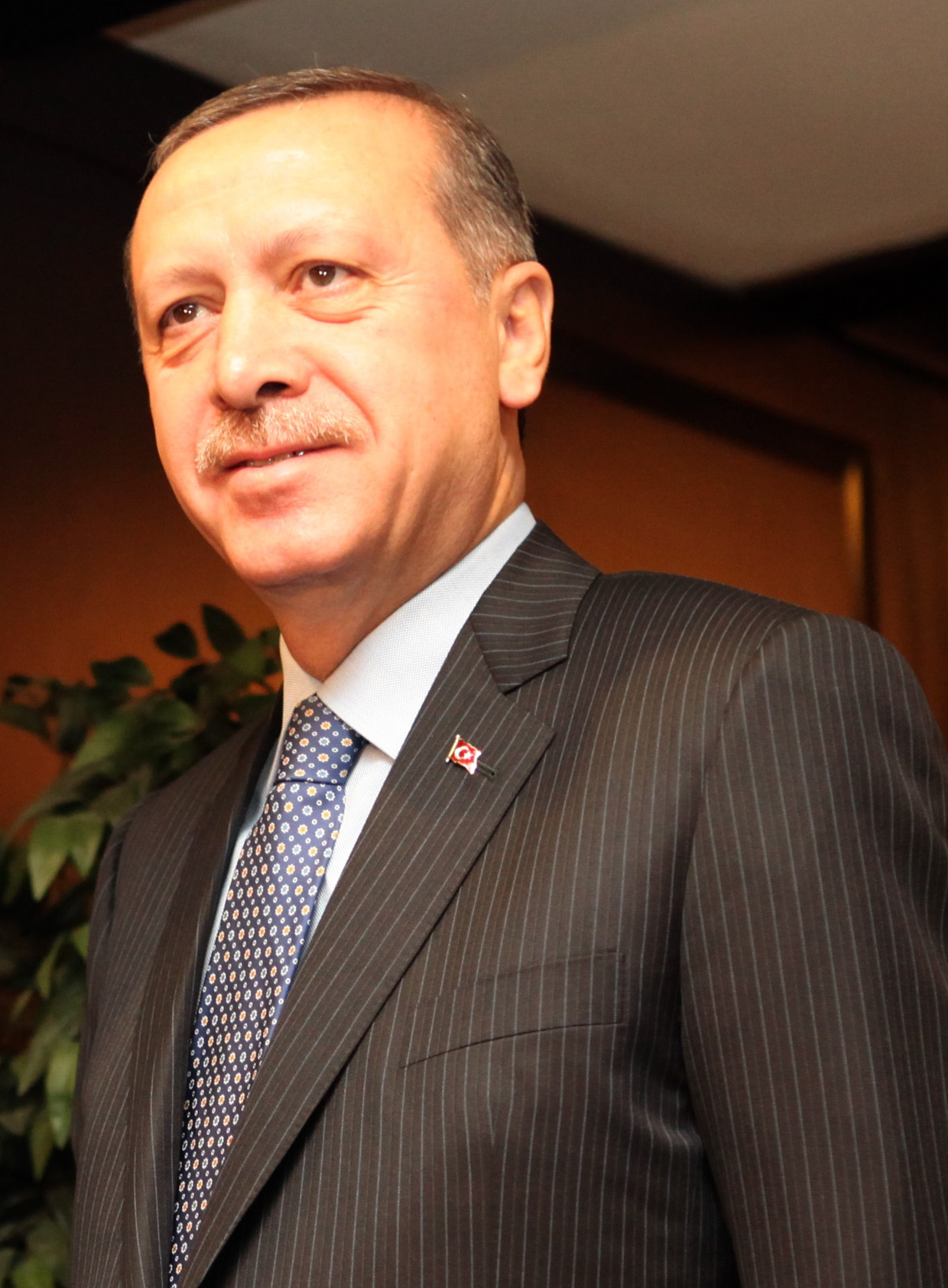
Recep Tayyip Erdoğan

O AKP foi formado em 2001 depois que políticos moderados abandonaram o islamista Partido da Virtude para estabelecer um partido político modernista. Estes incluíram o ex-prefeito de Istambul, Recep Tayyip Erdoğan, e o parlamentar de Caiseri, Abdullah Gül. Ganhando o apoio de muitos membros do Partido da Virtude, o AKP também tirou muito do apoio de outros partidos economicamente liberais de centro-direita, como o Partido do Verdadeiro Caminho e o Partido da Pátria nas eleições gerais de 2002. O partido foi, portanto, descrito como uma "ampla coalizão de direita de islamistas, islamistas reformistas, conservadores, nacionalistas e grupos de centro-direita favoráveis aos negócios".
Como o secularismo está presente na Constituição da Turquia, vários partidos políticos abertamente islamistas, como o Partido da Ordem Nacional, o Partido da Salvação Nacional, o Partido do Bem-estar e, eventualmente, o Partido da Virtude foram extintos pelo Tribunal Constitucional por atividades antisseculares. Isso contribuiu para o subsequente abandono de uma ideologia abertamente islamista em favor de um ideal democrático conservador reformado e secular que seria aceito pelo Estado. Um processo pelo encerramento do AKP em 2008, alegando que o partido violou o secularismo, falhou, mas resultou na perda de 50% de seu financiamento estatal.

### Agenda oculta
O termo "democracia conservadora" raramente foi definido pelos políticos do AKP. O fato do partido ter origem em organizações islamistas levanta especulações sobre se o ele de fato abriga uma agenda política islamista oculta e usa o termo "democracia conservadora" para ocultar tais intenções. Membros do Partido Republicano do Povo e jornalistas da oposição apresentaram a opinião de que o partido gradualmente trouxe mudanças sociais de orientação islamista, como limitar o consumo de álcool e iniciar uma repressão contra acomodações estudantis de sexo misto no final de 2013. Outras reformas, como a suspensão da proibição do uso do hijab no serviço público, foram rotuladas como questões de direitos humanos pelos apoiadores e como ataques abertos ao secularismo por rivais.
Um aumento substancial nas alegações de fraude eleitoral durante o governo do AKP, mais prevalente durante as eleições locais de 2014, bem como numerosos escândalos de corrupção do governo, levantaram especulações de que o AKP abriga uma agenda autoritária que visa uma eliminação gradual de freios e contrapesos democráticos. As reformas judiciais do governo em 2014, que foram criticadas como uma tentativa de politizar os tribunais, uma forte repressão policial após protestos antigovernamentais em 2013 e o aumento da censura da mídia também promoveram essa afirmação.

## Valores
O ex-ministro Hüseyin Çelik reivindicou a democracia conservadora do AKP como sendo limitada a questões sociais e morais, rejeitando os rótulos de "islã moderado" e "democrata muçulmano", que foram usados para descrever o partido. Embora os políticos que se identificam como democratas conservadores geralmente endossem o secularismo, as disputas permanecem há muito tempo entre eles e os laicistas linha-dura, que defendem a proibição de atividades religiosas na esfera pública.

## Gradualismo

### Álcool
O alto imposto sobre as bebidas alcoólicas, chamado de imposto de consumo especial (em turco: Özel Tüketim Vergisi ou ÖTV), estabelecido pela primeira vez em 2002 e aumentado dramaticamente em 2010 pelo governo do AKP, cuja liderança é conhecida por sua aversão a álcool, levou a um aumento significativo do contrabando e fraude envolvendo bebidas alcoólicas no país. Aliás, o contrabando é responsabilizado pelo envenenamento em massa por álcool na Riviera Turca em 2011.
Em 2013, novas leis proibiram todas as formas de publicidade e promoção de bebidas alcoólicas, incluindo promoções, atividades patrocinadas, festivais e brindes. Muitas empresas de bebidas publicaram anúncios criticando a proibição.
Em 2013, o governo aprovou leis que limitam as licenças de varejo das 22h às 6h e proíbem dormitórios estudantis, instituições de saúde, clubes esportivos, todos os tipos de instituições de ensino e postos de gasolina de vender álcool.
A lei também incluiu a exigência de borrar a imagem de bebidas alcoólicas na televisão e em filmes.

### Hijab
Em 2013, a proibição do uso do hijab em instituições públicas foi suspensa por meio de decreto, embora a proibição seja mantida oficialmente por meio de decisões judiciais. A proibição de usar hijab em escolas de ensino médio foi suspensa em 2014.

### Evolução nas escolas
Em 2017, o Ministério da Educação da Turquia anunciou a remoção do ensino da evolução do currículo do ensino médio.

### Adultério
Em 2018, Recep Tayyip Erdoğan disse que a Turquia deveria reconsiderar a criminalização do adultério e que a Turquia cometeu um erro ao não criminalizar o adultério para poder tentar ingressar na União Europeia em 2004.

## Crítica
Além das acusações de ser uma pista falsa, o termo "democracia conservadora" foi criticado por um dos fundadores do AKP, Ertuğrul Yalçınbayır, que alegou que o programa partidário do AKP não foi inicialmente escrito em uma base democrata conservadora, mas sim focado simplesmente em proteger democracia. Ele argumentou que ao se identificar como democrata conservador, o AKP pressionou o eleitorado a endossar valores conservadores, o que prejudicou a unidade social e a liberdade de pensamento. Ele argumentou que o termo "democrata conservador" foi, de fato, cunhado pelo vice-primeiro-ministro Yalçın Akdoğan, em um livro intitulado AK Party and Conservative Democracy, em 2004. Yalçınbayır também afirmou que divergências sobre o termo contribuíram para outro vice-primeiro-ministro (Abdüllatif Şener) deixasse o AKP e estabelecesse o Partido da Turquia em 2009.